# Artesia (ferrocarril)
Artesia SAS (Sociedad por Acciones Simples) fue la empresa creada tras un acuerdo entre Ferrovie dello Stato y SNCF con el objetivo de gestionar la organización y comercialización de trenes internacionales de viajeros entre capitales de Italia y Francia usando TGV o coches convencionales Artesia UIC X. Fue propiedad en un 50% de Ferrovie dello Stato (con Trenitalia) y 50% de SNCF.

## Historia
La compañía fue fundada en 1995 pero comenzó a funcionar en 1999. Debido a las exigencias de la Unión Europea por una liberalización gradual del mercado, con la posibilidad de que las compañías ferroviarias individuales actúen por su cuenta, en julio de 2010 las dos empresas firmaron un acuerdo para finalizar la empresa conjunta en 14 de noviembre de 2011.

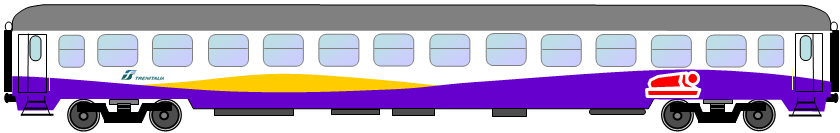
La librea de literas Artesia UIC X en composición EuroNight Palatino

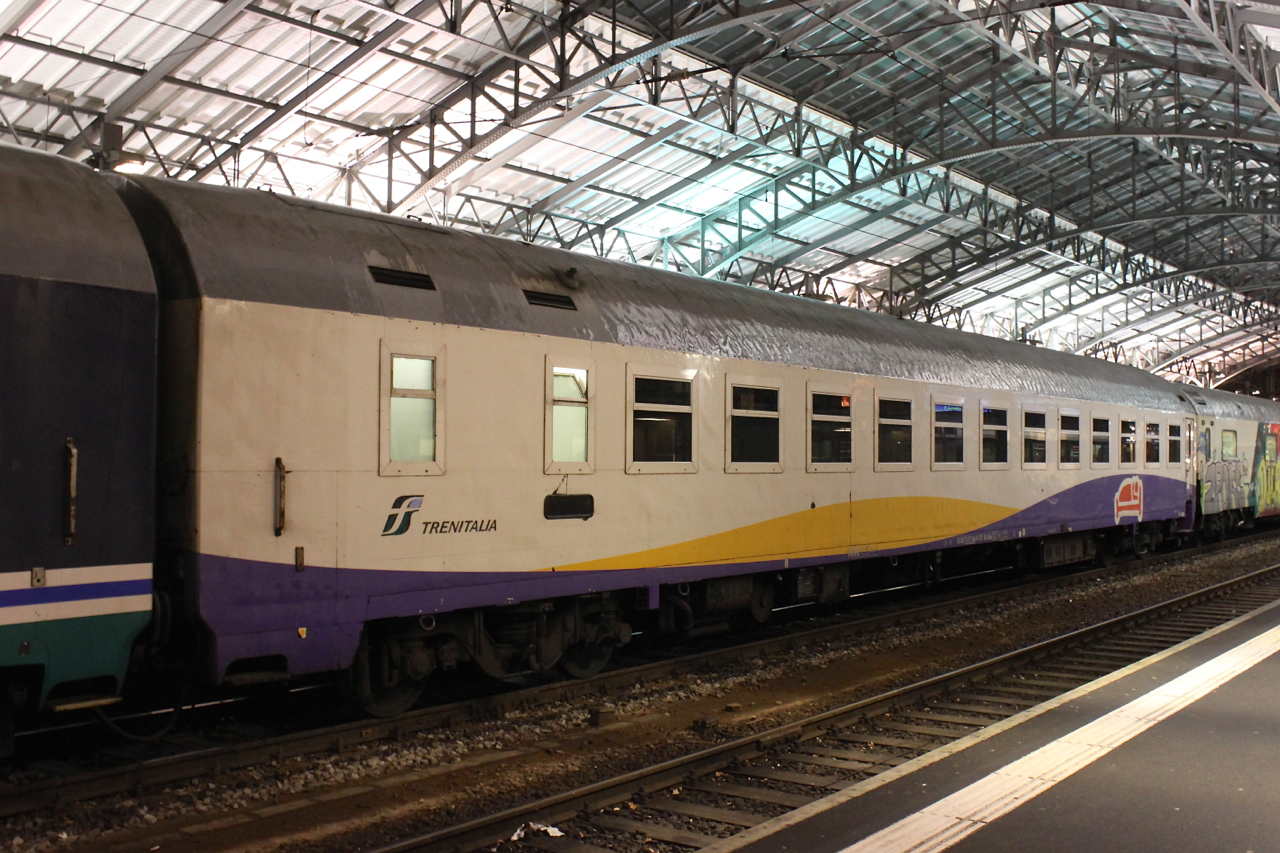
Coche Artedia UIC X

## Actividades
Artesia comercializó principalmente los servicios de TGV de París a Turín - Milán y trenes nocturnos partiendo de varias ciudades italianas a París.
En el TGV los operadores y personal de tren cambiaban en Modane station, ubicado en la frontera entre Francia e Italia. Por lo tanto, en Italia los trenes de Artesia fueron operados por Trenitalia y en Francia por la SNCF.
Sus trenes nunca llegaran ni cerca de la región de Artesia, Alta Francia, aunque la librea de sus coches convencionales Artesia UIC X, blanco con techo gris (para disminuir el aquecimiento solar), lucían faldones color morado con detalles en amarillo: inspirados en los colores de la bandera y el escudo de Artesia.
Artesia SAS cesó sus actividades en 14 de noviembre de 2011 cuando SNCF compró el 20% de Nuovo Trasporto Viaggiatori (competidor de Trenitalia en servicio de Alta Velocidad), mientras que Trenitalia ha creado con Veolia Transport una nueva compañía que ha entrado en competencia directa con SNCF. Por lo tanto, las condiciones para continuar la empresa conjunta se han desaparecido.
Tras el cierre de Artesia, los servicios han sido cargo de la nueva compañía Thello, propiedad de Trenitalia y Veolia, y SNCF Voyages Italia.

## Rutas
Cuando Artesia començó a operar en 1999 las relaciones administradas fueron:
Artesia Diurno:
- EC Mont Cenis. Milán Central - Turín - Lyon
- EC Frejus. Turín P.N - Lyon
- EC Monginevro. Turín P.N - Lyon
- EC Manzoni. Milán Central - Turín - París G. Lyon
- EC Dumas. Milán Central - Turín - París G. Lyon

Artesia Nocturno:
- EN Stendhal. Milán Central - Turín - París Lyon
- EN Rialto. Venecia Santa Lucía - París Lyon
- EN Galilei Firenze S.M.N. - Paris Gare de Lyon
- EN Palatino Roma Termini - Paris Gare de Lyon

En su disolusion en 2011 las relaciones de Artesia fueron:
- Palatino. Tren nocturno Paris Bercy - Roma Termini.
- Stendhal. Tren nocturno Venecia Santa Lucía / Milán Central - Paris Bercy.
- Manzoni. TGV Milán Central -  Gare de Lyon de París.
- Caravaggio. TGV Milán Central - Paris Gare de Lyon.

## Datos de Artesia SAS
- Oficina central: 24, rue de Londres - 75009 París.
- Oficina secundaria: via de Quintino Sella, 20 - 00187 Roma.
- Número de IVA: IT 13181670152.